# Mastax parreyssi
Mastax parreyssi é uma espécie de carabídeo da tribo Brachinini, com distribuição na Argélia, Camarões, Chade, Costa do Marfim, Egito, Etiópia, Israel e Sudão.